# Lijst van presidenten van Bulgarije
Hieronder volgt een lijst van staatshoofden van Bulgarije van na de afschaffing van de monarchie in 1946 tot nu. De lijst is opgedeeld in de Volksrepubliek Bulgarije, waar de communistische partij een grote rol speelde, en de republiek Bulgarije.

## Staatshoofden van Bulgarije (1946-heden)

### Voorzitters vanVolksrepubliek Bulgarije(1946-1990)
| Voorzitter                                                             | Voorzitter                                       | Ambtstermijn            | Ambtstermijn            | Partij |
| ---------------------------------------------------------------------- | ------------------------------------------------ | ----------------------- | ----------------------- | ------ |
| Voorzitter van de Voorlopige Presidentiële Raad (1946-1947)            |                                                  |                         |                         |        |
|                                                                        | Vasil Kolarov (1877-1950)                        | 15 september 1946       | 9 december 1947         | BKP    |
| Voorzitters van het Presidium van de Nationale Vergadering (1947-1971) |                                                  |                         |                         |        |
|                                                                        | Mincho Kolev Neichev (1897-1956)                 | 9 december 1947         | 27 mei 1950             | BKP    |
|                                                                        | Georgi Purvanov Damjanov (1892-1958)             | 27 mei 1950             | 27 november 1958        | BKP    |
|                                                                        | Georgi Koelisjev Goegov (1892-1958)              | 27 t/m 30 november 1958 | 27 t/m 30 november 1958 | BKP    |
|                                                                        | Nikolaj Georgiev Ivanov (1906-1987) (waarnemend) | 27 t/m 30 november 1958 | 27 t/m 30 november 1958 | BKP    |
|                                                                        | Dimitur Ganev Vurbanov (1898-1964)               | 1958                    | 1964                    | BKP    |
|                                                                        | Georgi Koelisjev Goegov (1885-1974)              | 20 t/m 23 april 1964    | 20 t/m 23 april 1964    | BKP    |
|                                                                        | Nikolaj Georgiev Ivanov (1906-1987) (waarnemend) | 20 t/m 23 april 1964    | 20 t/m 23 april 1964    | BKP    |
|                                                                        | Georgi Trajkov (1898-1975)                       | 23 april 1964           | 7 juli 1971             | BZNS   |
| Voorzitter van de Staatsraad (1971-1990)                               |                                                  |                         |                         |        |
|                                                                        | Todor Zjivkov (1911-1998)                        | 7 juli 1971             | 17 november 1989        | BKP    |
|                                                                        | Petar Mladenov (1936-2000)                       | 17 november 1989        | 3 april 1990            | BSP    |

### Presidenten vanRepubliek Bulgarije(1990-heden)
| President | President                               | Ambtstermijn                | Ambtstermijn                | Partij        |
| --------- | --------------------------------------- | --------------------------- | --------------------------- | ------------- |
|           | Petar Mladenov (1936-2000)              | 3 april t/m 6 juli 1990     | 3 april t/m 6 juli 1990     | BKP           |
|           | Stanko Todorov (1920-1996) (waarnemend) | 6 juli t/m 17 juli 1990     | 6 juli t/m 17 juli 1990     | BSP           |
|           | Nikolaj Todorov (1921-2003)             | 17 juli t/m 1 augustus 1990 | 17 juli t/m 1 augustus 1990 | partijloos    |
|           | Zjeljoe Zjelev (1935-2015)              | 1 augustus 1990             | 22 januari 1997             | SDS           |
|           | Petar Stojanov (1952)                   | 22 januari 1997             | 22 januari 2002             | SDS           |
|           | Georgi Parvanov (1957)                  | 22 januari 2002             | 22 januari 2012             | BSP           |
|           | Rosen Plevneliev (1964)                 | 22 januari 2012             | 22 januari 2017             | GERB          |
|           | Rumen Radev (1963)                      | 22 januari 2017             | heden                       | Onafhankelijk |